# Johann Benedikt Carpzov II

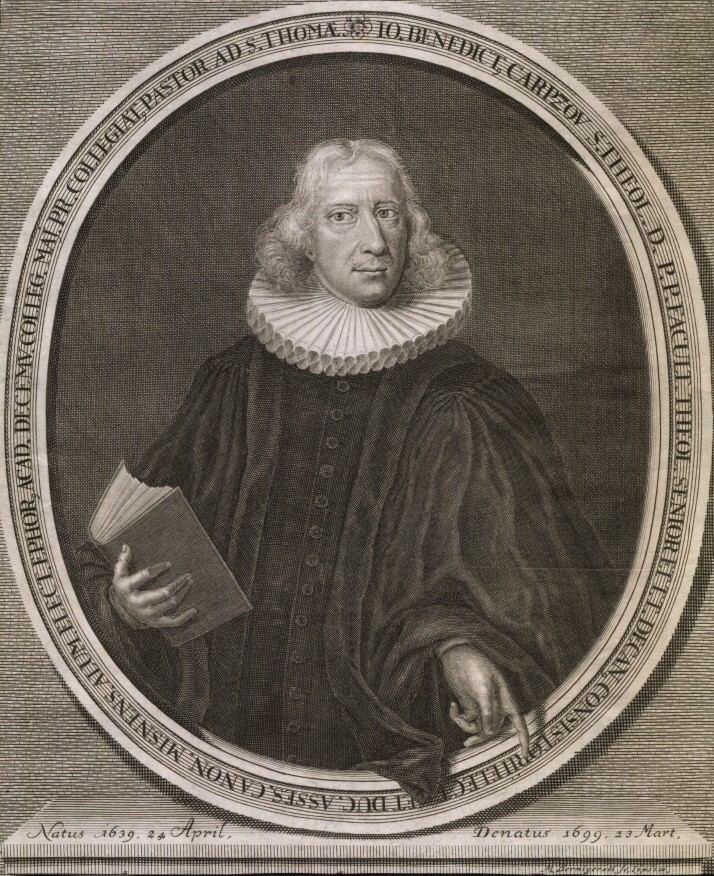
Johann Benedict Carpzov II.

Johann Benedikt Carpzov (II), född den 24 april 1639 i Leipzig, död där den 23 mars 1699, var en tysk evangelisk-luthersk teolog. Han var son till Johann Benedikt Carpzov I, brorson till Benedikt Carpzov den yngre och farbror till Johann Gottlob Carpzov. 
Carpzov, som liksom fadern var teologie professor i Leipzig, gjorde sig känd som en av ortodoxins mest framstående målsmän i striden med den spener-franckeska pietismen.